# People like Us (Kelly Clarkson)
People like Us è un singolo della cantante statunitense Kelly Clarkson, pubblicato nel 2013 ed estratto dalla raccolta Greatest Hits - Chapter One.
La canzone è stata scritta da Blair Daly, Meghan Kabir e James Michael.

## Video
Il videoclip musicale del brano è stato diretto da Chris Marrs Piliero e girato a South Pasadena (California).

## Tracce
Download digitale – Remixes EP
1. People like Us (David Tort Remix) – 6:31
2. People like Us (Johnny Labs & Adieux Club Mix) – 6:59
3. People like Us (Fuego Remix) – 6:13
4. People like Us (Baggi Begovic Remix) – 5:44
5. People like Us (DEION Remix) – 3:45
6. People like Us (Project 46 Remix) – 4:38

Download digitale – Singolo
1. People like Us – 4:18
2. People like Us (Fuego Remix) – 6:13
3. People like Us (Baggi Begovic Remix) – 5:44
4. People like Us (DEION Remix) – 3:45

Download digitale – EP
1. People like Us – 4:18
2. People Like Us (Baggi Begovic Radio Mix) – 3:30
3. People like Us (DEION Remix) – 3:45
4. People like Us (Johnny Labs & Adieux Radio Mix) – 4:01
5. People like Us (David Tort Remix) – 6:31
6. People like Us (Fuego Remix) – 6:13